# Luca Baldisserri
Luca Baldisserri (Bolonia, Italia; 11 de diciembre de 1962) es un ingeniero italiano, conocido por haber sido el ingeniero jefe de pista de la Scuderia Ferrari entre 2007 y 2015.

## Carrera

### Ferrari
Baldisserri se unió a Ferrari en 1989 y en 1995 se convirtió en ingeniero de carreras de Gerhard Berger. Trabajó con Eddie Irvine y más tarde con Michael Schumacher. Fue el ingeniero de Schumacher cuando ganó su primer Campeonato Mundial de Pilotos en 2000 con Ferrari. Continuaron esta asociación en los campeonatos de 2001 y 2002.
Entre 2003 y 2006, Baldisserri estuvo junto a Ross Brawn en el muro de boxes de Ferrari liderando la estrategia de carrera del equipo. A finales de 2006, Brawn se tomó un año sabático en la escudería de Maranello y Baldisserri asumió el cargo de ingeniero jefe de pista. Cuando Brawn se unió a Honda, el papel de Baldisserri se hizo permanente. En el Gran Premio de China de 2009, Baldisserri fue relevado de su cargo y pasó a ocupar un puesto en la fábrica antes de convertirse en director de la Academia de pilotos de Ferrari, cargo que ocupó hasta 2015.

### Etapa post-Ferrari
En diciembre de 2015, Baldisserri dejó Ferrari y trabajó exclusivamente con el piloto canadiense Lance Stroll. Stroll en ese momento se había mudado a la Academia de pilotos de Williams. Baldisserri trabajó con Stroll en su obtención del título del Campeonato Europeo de Fórmula 3 de la FIA en 2016.
A finales de 2017, fue ingeniero de carreras de Stroll en Williams Martini Racing y durante la temporada 2018 ocupó ese cargo junto a James Urwin.

### Después de la F1
Después de trabajar con Stroll en Williams, Baldisseri se unió a Global Racing Service en 2020.